# Ruisseau d'Outremont
Le ruisseau d'Outremont (ou ruisseau Provost, aussi ruisseau Springgrove) est un ruisseau de Montréal, au Québec (Canada).

## Description
À l'origine, ce ruisseau coulait du mont Royal à la rivière des Prairies. Maintenant, il est presque totalement souterrain, à cause de l'urbanisation.
Le ruisseau d'Outremont est visible dans le cimetière Mont-Royal, près de l'entrée du chemin de la forêt.
Il réapparaît dans le parc Oakwood, traverse quelques terrains privés, disparaît et réapparaît sur le terrain des Sœurs missionnaires de l'Immaculée-Conception, converti en résidences,.
Il approvisionnait l'étang de l'actuel parc Outremont.